# Negenhuizen (Midden-Delfland)
Negenhuizen is een buurtschap, gelegen bij Schipluiden, in de Nederlandse gemeente Midden-Delfland. De inwoners van Negenhuizen noemen zich Schipluidenaar. Negenhuizen kwam aan zijn naam omdat het plaatsje uit 9 boerderijen bestond. Anno 2005 staan er ca. 20 woningen.

## Geschiedenis
Negenhuizen is al te zien op de kaarten rond 1712. Oorspronkelijk hoort Negenhuizen bij het ambacht Zouteveen en na de Franse bezetting gemeente Zouteveen. In 1855 werd deze gemeente opgeheven en gingen Zouteveen en Negenhuizen naar Vlaardinger-Ambacht.

## Tegenwoordig

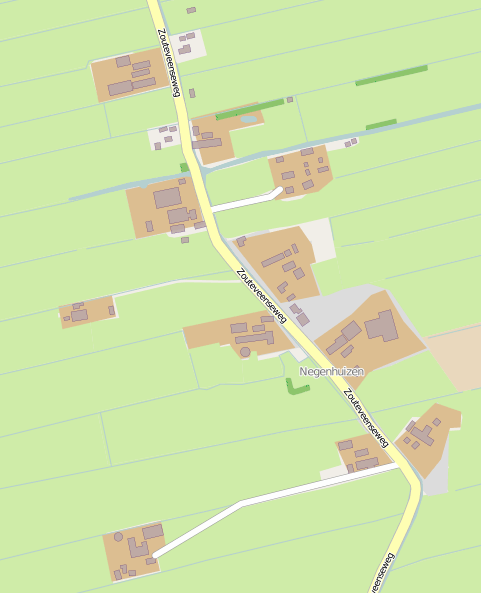
Plattegrond van deze plaats

Sinds 1941 hoort Negenhuizen bij Schipluiden. Het is een rustig dorpje, maar ligt toch vlak bij de grote steden Den Haag en Rotterdam. Door het sluipverkeer dat van de A20 naar de A4 rijdt is de rust toch wel wat minder geworden de laatste jaren.
Dorpen: Den Hoorn · Maasland · Schipluiden · 't Woudt

Buurtschappen: Gaag-Maasland · Gaag-Schipluiden · Hodenpijl · De Kapel · Lierhand · Ter Lucht · Negenhuizen · De Zweth

Zuid-Holland: Steden en dorpen      Nederland: Provincies · Gemeenten